# Bremer Schiff
Bremer Schiff in Hannover war der Name einer Mitte des 18. Jahrhunderts gegründeten und weithin bekannten Gastwirtschaft in Linden. Die Namensänderung der zur Zeit der Personalunion zwischen Großbritannien und Hannover noch Krone von England genannten Einrichtung unter der – späteren – Adresse Blumenauerstraße 18 sollte die Erinnerung an die zeitweilig sehr bedeutende Schifffahrt zwischen Hannover und Bremen wachhalten. Der Schiffsverkehr zwischen den beiden Städten war lange Zeit sehr bedeutend.
Erst zu Beginn der Industrialisierung im Königreich Hannover und der Eröffnung der Eisenbahn-Linie zwischen den beiden Städten im Jahr 1847 kam die Transportverbindung zu Wasser rasch vollständig zum Erliegen. Der ehemalige Stapelplatz an der Ihme wurde später von dem Fabrikgrundstück der Mechanischen Weberei eingenommen.